# Marc Raynaud
Pour les articles homonymes, voir Raynaud.
Pas d'image ? Cliquez ici

a Compétitions nationales et continentales officielles uniquement.

b Matchs officiels uniquement.
Dernière mise à jour le 19 décembre 2021.
Marc Raynaud, né le 19 mars 1973 à Narbonne (Aude), est un joueur de rugby à XV français. Il a joué en équipe de France et évolue au poste de troisième ligne centre au sein de l'effectif de l'US Montauban (1,85 m pour 100 kg). Il devient ensuite entraîneur des avants de l'US Montauban puis du Rugby Club Aubenas Vals.

## Biographie
Marc Raynaud est originaire de Narbonne “J’y ai joué de l’âge de 5 à 28 ans. Ensuite, je suis malheureusement parti déçu de Narbonne, pour retrouver une nouvelle famille où je me suis éclaté durant trois ans à Montferrand. Aujourd’hui à Montauban, j’en retrouve une autre, plus près de chez moi et plus familiale. Je trouve que c’est très bien” indique le troisième ligne montalbanais. Si Marc Raynaud est reconnu et apprécié dans le petit monde du rugby, c’est que sa carrière est longue et jalonnée de succès “. Si je n’ai jamais été champion de France, j’ai connu la joie d’évoluer au plus niveau avec Narbonne et Montferrand. J’ai porté le maillot de l’équipe de France, des Barbarians et de l’équipe de France à sept. Je peux dire que j’ai eu tous les maillots. Une belle réussite pour moi “. 
Quant à ses passions, Marc Raynaud se dit très casanier “Je suis un grand fan de la télévision. Mes préférences vont aux documentaires comme Thalassa ou Envoyé spécial. Puis bien sûr tous les sports. Si je n’aurais pas aimé pratiquer le football par exemple, j’aime le regarder “. Autres pôles d’intérêt la nature, la pêche, la cueillette des champignons, la mer “Puis ma famille. Ma femme et mes trois enfants sont très importants pour moi“ dit-il en conclusion.

## Carrière

### En club
- 1996-2002 : RC Narbonne
- 2002-2005 : ASM Clermont
- 2005-2009 : US Montauban

Il a disputé les challenges européen 1996-1997, 1997-1998, 1998-1999, 1999-2000, 2000-2001, 2001-2002 et 2003-2004, et 4 matchs de la coupe d'Europe 2002-2003.

### En équipe nationale
Il a honoré sa première cape internationale en équipe de France le 6 mars 1999 contre l'équipe du Pays de Galles et sa deuxième et dernière le 20 mars de la même année contre l'équipe d'Angleterre.

### Avec les Barbarians
Le 11 novembre 1998, il joue avec les Barbarians français contre l'Argentine à Bourgoin-Jallieu. Les Baa-Baas s'imposent 38 à 30.

## Palmarès

### En club
- Champion de France Pro D2 avec Montauban : 2006
- Finaliste du challenge européen : 2004
- Finaliste du bouclier européen : 2001

### En équipe nationale
- 2 sélections en équipe de France en 1999
- Tournoi des Cinq Nations disputé : 1999